# Капитан N: Мастер игры
«Капитан N: Мастер игры» (англ. Captain N: The Game Master) — американо-канадский мультсериал, транслировавшийся с 1989 по 1991 годы.

## Сюжет
Подросток-геймер Кевин Кин попадает в мир видеоигр, Видеоленд, через вихрь, образовавшийся в экране его телевизора. Чтобы исполнить древнее пророчество, Кевину было суждено стать «Капитаном N», чтобы спасти Видеоленд от злых сил.
Мультсериал представляет собой приключенческий боевик, основанный на видеоиграх. Иногда юмор проистекает из сравнительно расплывчатых интерпретаций законов реальности, действующих в Видеоленде.

## Съёмочная группа
- Сценаристы: Кэлвин Келли, Дэвид Эрман, Деннис О’Флаэрти, Дороти Миддлтон, Грег Клейн, Джеффри Скотт, Мэтт Уитц, Майкл Маурер, Пол Делл, Рик Мервин, Шон Рош, Стивен Вайс, Тед Албен
- Режиссёры: Майкл Малиани (1 сезон), Чак Паттон (2 сезон), Джон Грусд (3 сезон), Кит Хадсон (живые сцены)
- Продюсеры: Майкл Малиани (1-2 сезоны), Джон Грусд (3 сезон), Джейми Эдлин (живые сцены)
- Композиторы: Хаим Сабан (1 сезон), Шуки Леви (1 сезон), Майкл Тавера (2-3 сезоны)
- Актёры озвучивания: Мэтт Хилл, Гэри Чок, Алессандро Джулиани, Эндрю Кавадас, Даг Паркер, Винус Терцо, Леви Стаббс, Томм Райт
- Исполнительный продюсер: Энди Хейворд[2]